# ديوان التبريزي

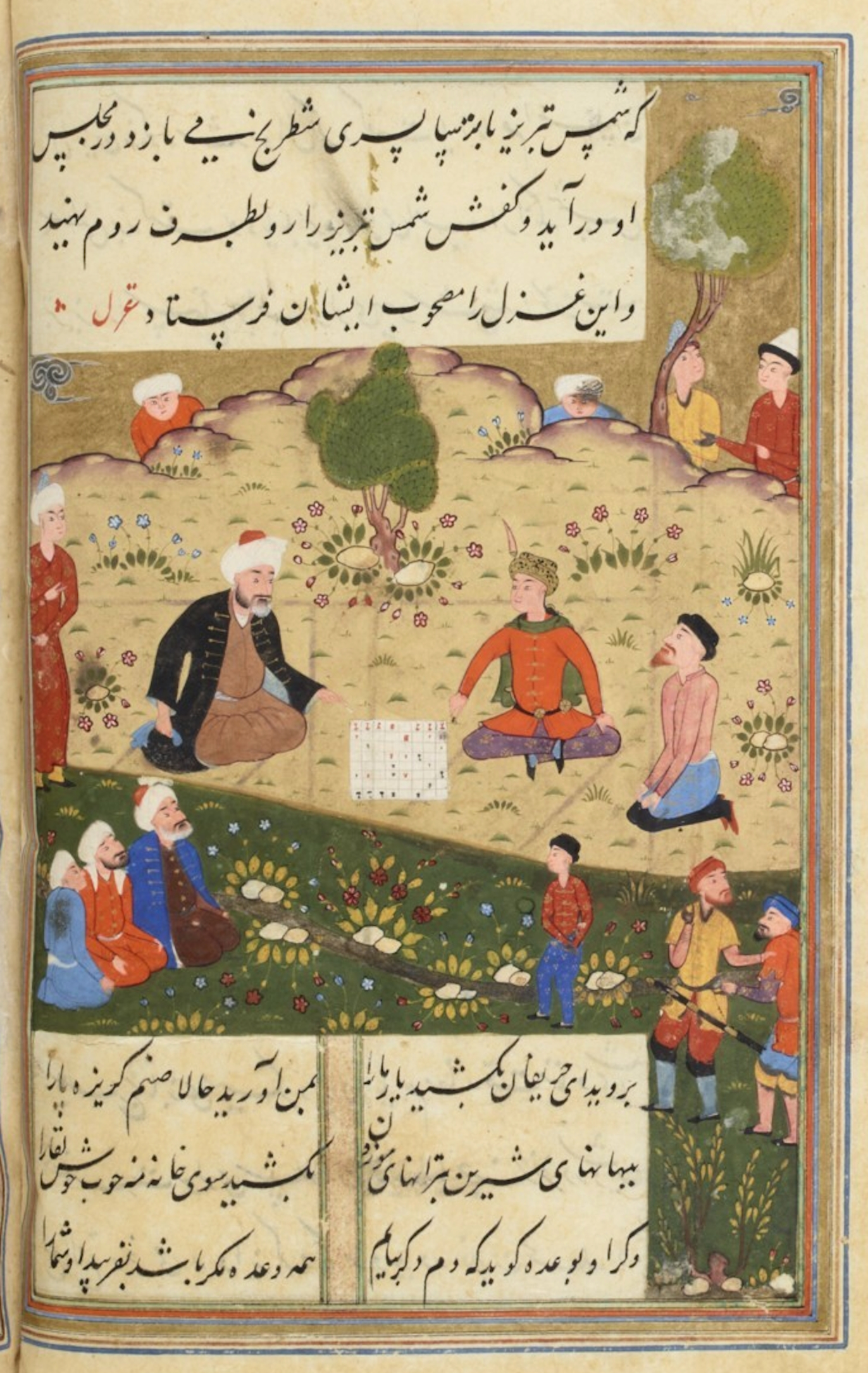
صفحة من نسخة مخطوطة.

ديوان التبريزي أو الديوان الكبير، والذي يسمى أيضا ديوان العشق، هو ديوان لشمس الدين التبريزي يشتمل على نحو ستين ألف بيت شعر من غزل ورباعي وقصيدة، في موضوع العشق.